# Arrhenius-görbe
Az Arrhenius-görbe a reakciósebességi állandót ({\displaystyle \ln(k)}) jeleníti meg a hőmérséklet reciprokának ({\displaystyle 1/T}) függvényében.
A derékszögű koordináta-rendszerben a sebességi állandó értékeit az y-tengelyen (ordináta), a reciprok hőmérséklet értékeit az x-tengelyen (abszcissza) ábrázolják.
Az Arrhenius-görbét gyakran használják a kémiai reakciók hőmérsékletfüggésének vizsgálata során.
Egy sebesség-korlátozott termikusan aktivált folyamat esetén az Arrhenius-görbe egy egyenes, melyből meghatározható az aktiválási energia és a preexponenciális tényező.
Az Arrhenius-egyenlet:
{\displaystyle k=Ae^{-E_{a}/RT}}
vagy egy másik formában:
{\displaystyle k=Ae^{-E_{a}/k_{B}T}}

Nitrogén-dioxid bomlása NO és O-ra

Arrhenius-görbe: ln(k) 1/T függvényében

A két kifejezés közötti különbség az energia egységeknél található:
Az első kifejezésben a mól használatos, mely általános a kémiában, a második kifejezésben az energiát közvetlenül használja, mely a fizikában általános.
A különböző egységek az R egyetemes gázállandó illetve a {\displaystyle k_{B}} Boltzmann-állandó használatából fakadnak.
Az első formulával ekvivalens:
{\displaystyle \ln(k)=\ln(A)-{\frac {E_{a}}{R}}\left({\frac {1}{T}}\right)}
ahol

{\displaystyle k} = Reakciósebességi állandó
{\displaystyle A} = Preexponenciális tényező
{\displaystyle E_{a}} = Aktiválási energia
{\displaystyle R} = Egyetemes gázállandó
{\displaystyle T} = Abszolút hőmérséklet, K
A fent említett ábrázolásnál az y-metszet megfelel az {\displaystyle \ln(A)}-nak, és a görbe meredeksége {\displaystyle -E_{a}/R}.
Az A preexponenciális tényező egy, az arányosságot jellemző állandó, mely számos tényezőt foglal magába, például az egymással reagáló részecskék ütközési frekvenciáját és orientációját.
Az {\displaystyle e^{-E_{a}/RT}} kifejezés adja meg a gázban a molekulák azon hányadát, melyek energiája egy adott hőmérsékleten egyenlő az aktiválási energiával vagy nagyobb annál.

## Fordítás
Ez a szócikk részben vagy egészben  az   Arrhenius plot című angol Wikipédia-szócikk ezen változatának fordításán alapul.  Az eredeti cikk szerkesztőit annak laptörténete sorolja fel. Ez a jelzés csupán a megfogalmazás eredetét és a szerzői jogokat jelzi, nem szolgál a cikkben szereplő információk forrásmegjelöléseként.